# Monapia lutea
Monapia lutea là một loài nhện trong họ Anyphaenidae.
Loài này thuộc chi Monapia. Monapia lutea được Hercule Nicolet miêu tả năm 1849.